# ديفيد أنيون
ديفيد أنيون (بالإسبانية: David Añón)‏ هو لاعب كرة قدم إسباني في مركز الهجوم، ولد في 3 أبريل 1989 في قرجيطة في إسبانيا. لعب مع ديبورتيفو فابريل وديبورتيفو لاكورونيا وسيلتا فيغو ب ونادي ألباسيتي.

## وصلات خارجية
- ديفيد أنيون على موقع قاعدة بيانات كرة القدم.إي يو (الإنجليزية)
- ديفيد أنيون على موقع Soccerway.com (الإنجليزية)